# Zygodon forsteri
Zygodon forsteri là một loài Rêu trong họ Orthotrichaceae. Loài này được (Dicks. ex With.) Mitt. miêu tả khoa học đầu tiên năm 1851.